# Sofer (ebraismo)

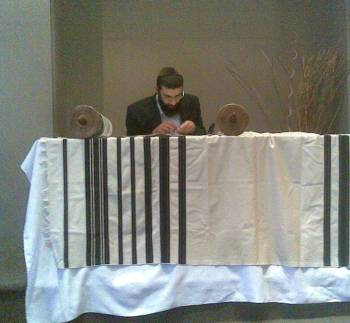
Sofer che rifinisce le ultime lettere di un rotulus della Torah

Sofer, Sopher, Sofer SeTaM, o Sofer ST"M (ebraico: "scriba", סופר סת״ם) è uno scriba ebreo che può trascrivere i rotoli della Torah, i tefillin e le mezuzot, nonché altre scritture religiose. Il plurale di sofer è "soferim", in ebraico סופרים‎?, il femminile è soferet.
Per definizione semplice, uno sofer è un copista, ma nel suo ruolo religioso nell'Ebraismo, è molto di più. Oltre ai rotoli della Torah, ai Tefillin e alle Mezuzot, gli scribi sono necessari anche per la scrittura di megillot (i rotoli del Cantico dei Cantici, Libro di Rut, Libro di Ester, Ecclesiaste e Libro delle Lamentazioni), dei Nevi'im (i libri dei profeti, utilizzati per la lettura della haftarah), e dei gittin – i documenti di divorzio. Inoltre, molti scribi funzionano da calligrafi - scrivendo documenti funzionali come i contratti di matrimonio (Ketubah), o edizioni ornamentali e artistiche di testi religiosi, che non richiedono nessuna qualifica di scriba, e ai quali non si applicano le norme in materia di scrittura e dei requisiti di pergamena.
La principale legge ebraica (Halakha) in merito allo "Sofrut," la pratica delle arti scribali, si riscontra nel Talmud, Trattato Maseket Sofrim (מסכת סופרים, "Trattato degli Scribi"). Nelle 613 Mitzvot (comandamenti), la 613ª afferma che ogni ebreo deve scrivere una Sefer Torah almeno una volta nella vita (Deuteronomio 31:19)

## Qualifiche e formazione

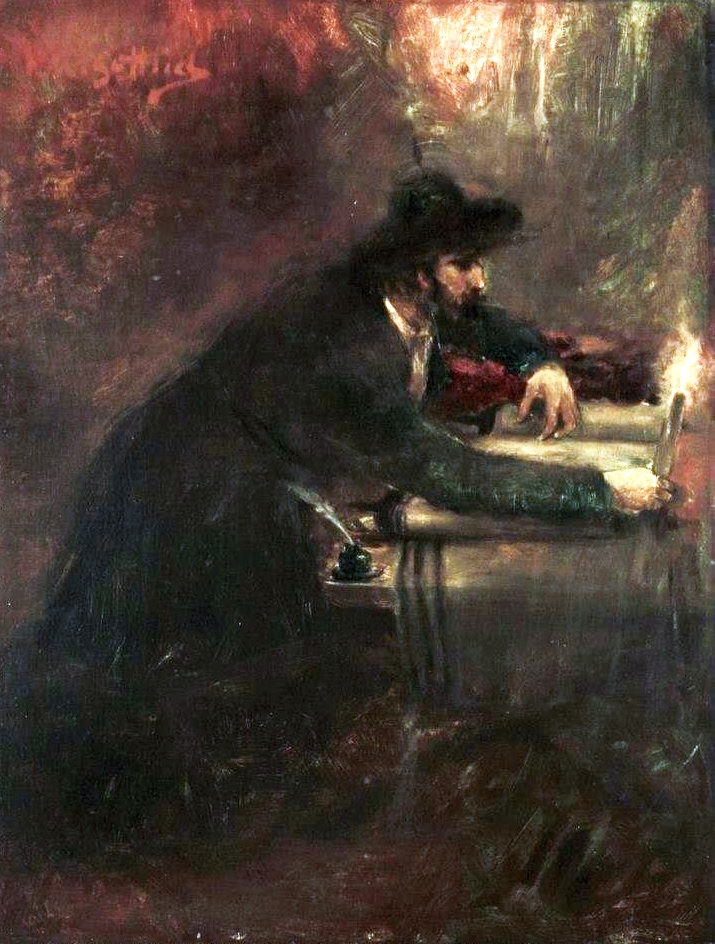
Lo Scriba della Torah di Maurycy Gottlieb (1876), Museo Nazionale di Breslavia

Il sofer, in quanto tale, deve essere religiosamente osservante, di buon carattere e ben informato sulle leggi in materia di sofrut. È un errore comune pensare che per essere soferim si debba essere rabbini – ciò in realtà non è richiesto dalla legge ebraica (Halakhah).
Le persone che vogliono diventare scribi rituali di solito imparano da un altro scriba esperto, sottostando ad uno shimush (apprendistato), in quanto sarebbe impossibile diventare uno scriba senza alcuna pratica reale. La parte più difficile per imparare ad essere un sofer non è la calligrafia, ma piuttosto ricordare le migliaia di leggi che si applicano a Sifrei Torah (rotoli della Torah), tefillin (filatteri), mezuzot e a tutti gli altri testi che sono scritti su pergamena.
Alcuni di coloro che vogliono diventare scribi rituali studiano presso il Vaad Mishmereth Stam con la possibilità di ricevere un certificato. La certificazione di questo tipo non è un requisito halakhico, né garantisce necessariamente la qualità del lavoro di un particolare sofer. Questo processo però assicura che il sofer certificato abbia ricevuto la corretta educazione e sia un esperto riconosciuto nel campo del sofrut.

### Testi che insegnano ilsofrut
I principali testi su cui gli sofrim imparano l'arte scribale includono: Keset Ha-Sofer, Chasdey David, Mishnah Berurah Volume I(B) — Le leggi dei Tefillin, Mishneh Torah: Hilchot Tefillin u'Mezuzah v'Sefer Torah. Hilchot Tzitzit, Mishnat Hasofer, Mishnat Sofrim, Likkut Sifrey, Shulchan Aruch HaRav, Likkut Sifrey Stam.

### Le donne e ilsofrut

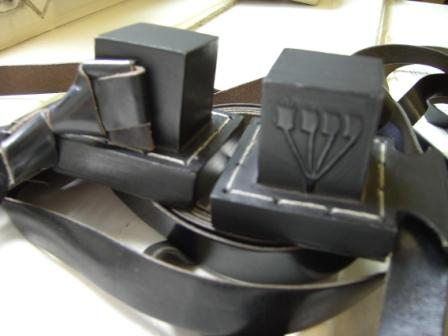
La lettera Šin a quattro punte, sui tefillin

A costituire la base per la discussione sulle donne che diventano soferim, il Talmud Gittin 45b afferma: "Sifrei Torah, tefillin e mezuzot scritti da eretici, idolatri, schiavi, donne, minori, samaritani, o ebrei apostati, sono inadatti all'uso rituale." Le sentenze su Mezuzah e Tefillin sono praticamente indiscusse tra coloro che osservano la legge talmudica. Poiché l‘Arba'ah Turim non include le donne nel suo elenco di coloro che sono inammissibili a scrivere Sifrei Torah, alcuni considerano ciò come una prova che le donne hanno il permesso di scrivere i rotoli della Torah. Tuttavia oggigiorno praticamente tutte le autorità ortodosse contestano l'idea che alle donne sia permesso di scrivere una Sefer Torah. Ma alle donne è permesso di compilare Ketubot (contratti di matrimonio), STaM non intesi ad uso rituale e altri scritti di Sofrut oltre ai semplici STaM. Nel 2003 la canadese Avielah Barclay è diventata la prima donna al mondo addestrata tradizionalmente a diventare sofer. Nel 2007 Jen Taylor Friedman, una donna britannica, è diventata la prima donna sofer a scrivere una Sefer Torah. Nel 2010 è stata completata la prima Sefer Torah scritta da un gruppo di donne (sei donne soferim, proveniente da Brasile, Canada, Israele e Stati Uniti), nell'ambito del progetto "Women's Torah Project"
Dall'ottobre 2010 fino alla primavera del 2011, Julie Seltzer, una delle donne sofer del Progetto Women's Torah, ha scritto una Sefer Torah come parte dell'esposizione presso il Contemporary Jewish Museum di San Francisco. Ciò la rende prima donna sofer americana a preparare una Sefer Torah; Julie Seltzer è nata a Philadelphia ed è un'ebrea non denominazionale (non appartenente ad una specifica corrente ebraica). Dalla primavera del 2011 fino all'agosto 2012 ha scritto un'altra Sefer Torah, questa volta per la congregazione riformata Beth Israel in San Diego. Seltzer è stata un'allieva di Jen Taylor Friedman. Il 22 settembre 2013, la Congregazione Beth Elohim di New York ha dedicato una nuova Torah, che i membri della sinagoga hanno affermato essere la prima Torah a New York completata da una donna. Tale Torah è stata scritta da Linda Coppleson.

## Documenti scritti dagli scribi
Oltre ai rotoli della Torah,  Tefillin e Mezuzot, gli scribi sono necessari anche per la scrittura delle Megillot (i rotoli del Cantico dei Cantici, Libro di Rut, Libro di Ester, Ecclesiaste e Libro delle Lamentazioni), dei Nevi'im (i libri dei profeti, utilizzati per la lettura della haftarah), e dei gittin- i documenti di divorzio. In alcune comunità, soprattutto quella del rabbino Chaim Kanievsky a Bnei Brak (Israele), i soferim scrivono anche gli altri libri della Bibbia, come i Salmi o il Esdra.

## Calligrafia

Le prime quattro lettere dell'alfabeto ebraico rese in stile scribale

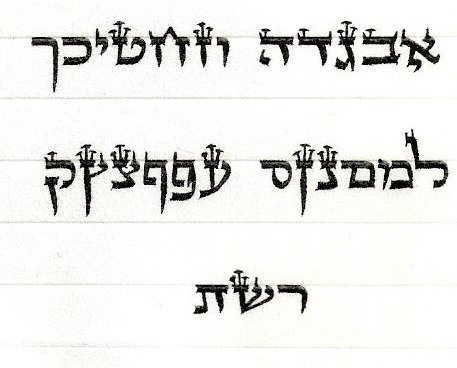
Campione di alfabeto ashuri scritto secondo la tradizione scribale su pergamena klaf

Ci sono molte regole relative alla corretta formazione delle lettere ebraiche, che devono essere rispettate se un testo scritto è da considerarsi religiosamente valido. Gli aschenaziti, i sefarditi, i seguaci di Chabad (Lubavitch) e i Mizrahì hanno ognuno il loro tipo di stile scritturale per formare le lettere, sebbene le stesse regole valgano per tutto il testo. I documenti devono essere scritti su pergamena debitamente preparata e trattata, o su vellum noto come klaf ( קלף).

## Lista alfabetica
Una lista indicativa (incompleta) di soferim (e soferet al femminile):

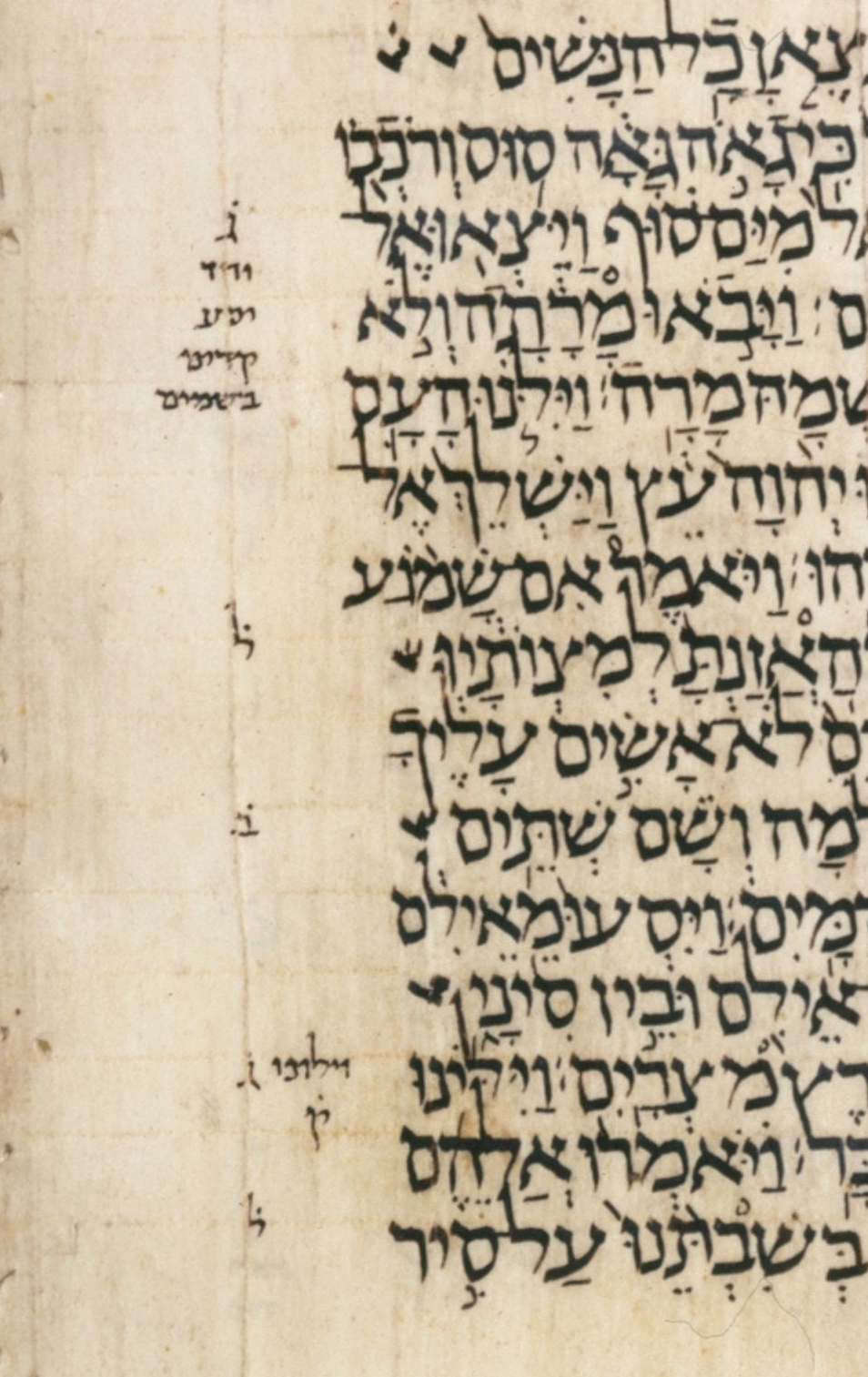
Ebraico

| Sofer                     | Periodo                          | Note                                                      |
| ------------------------- | -------------------------------- | --------------------------------------------------------- |
| Ezra lo Scriba            | V secolo p.e.v.                  | Profeta e guida della nazione ebraica                     |
| Baruch ben Neriah         | VI secolo p.e.v.                 | Scriba del Profeta Geremia                                |
| Aaron ben Moses ben Asher | X secolo e.v.                    | Scriba ebraico tiberiense                                 |
| Azarya ben Ephraim Figo   | XVII secolo                      | Venezia (Italia)                                          |
| Jekuthiel Sofer           | XVIII secolo                     | Amsterdam                                                 |
| Samuel Benjamin Sofer     | XIX secolo                       | Bratislava (Ungheria)                                     |
| Abraham Sternhartz        | Tardo XIX secolo/primo XX secolo | Ucraina                                                   |
| Aviel Barclay             | Secoli XX e XXI                  | Canada, prima soferet certificata in tempi moderni        |
| Jen Taylor Friedman       | Secoli XX e XXI                  | Prima soferet donna a scrivere una Torah in tempi moderni |
| Julie Seltzer             | Secoli XX e XXI                  | America, prima Torah scritta da soferet statunitense      |